# 大牛湖頂
大牛湖頂（英語：Tai Ngau Wu Teng），又稱白富田山、275山或275號山，是香港新界大嶼山東南部的一座山峰，位於梅窩西南、貝澳東北，海拔275米。
大牛湖頂山頂建有直升機坪，亦有編號1114.44的導線控制點。山頂亦設有香港數碼地面電視廣播之輔助發射站，服務大嶼山南部等地。
大牛湖頂東麓的白富田為香港熱門露營營地之一，而鳳凰徑第十二段亦途經此處。

## 註腳
1. ↑   (PDF). 地政總署測繪處. 9月28日  [2010-09-28]. （原始内容存档 (PDF)于2013-03-14）.
2. ↑  . 漁農自然護理署. 9月28日  [2010-09-28]. （原始内容存档于2011-09-14）.
3. ↑  . 郊野樂行. 9月28日  [2010-09-28]. （原始内容存档于2010-11-24）.